# Khālān
Khālān (persiska: خالان) är en ort i Iran.   Den ligger i provinsen Östazarbaijan, i den nordvästra delen av landet, 500 km nordväst om huvudstaden Teheran. Khālān ligger 1 128 meter över havet och antalet invånare är 602.
Terrängen runt Khālān är huvudsakligen kuperad, men västerut är den bergig. Runt Khālān är det ganska glesbefolkat, med 27 invånare per kvadratkilometer. Närmaste större samhälle är Abīsh Aḩmad, 10,3 km nordost om Khālān. Trakten runt Khālān består i huvudsak av gräsmarker.